# یواس‌اس میشاواکا (وای‌تی‌بی-۷۶۴)
یواس‌اس میشاواکا (وای‌تی‌بی-۷۶۴) (به انگلیسی: USS Mishawaka (YTB-764)) یک کشتی است که طول آن ۱۰۹ فوت (۳۳ متر) می‌باشد. این کشتی در سال ۱۹۶۳ ساخته شد.